# Zu den Hl. Schutzengeln (Eichenau)

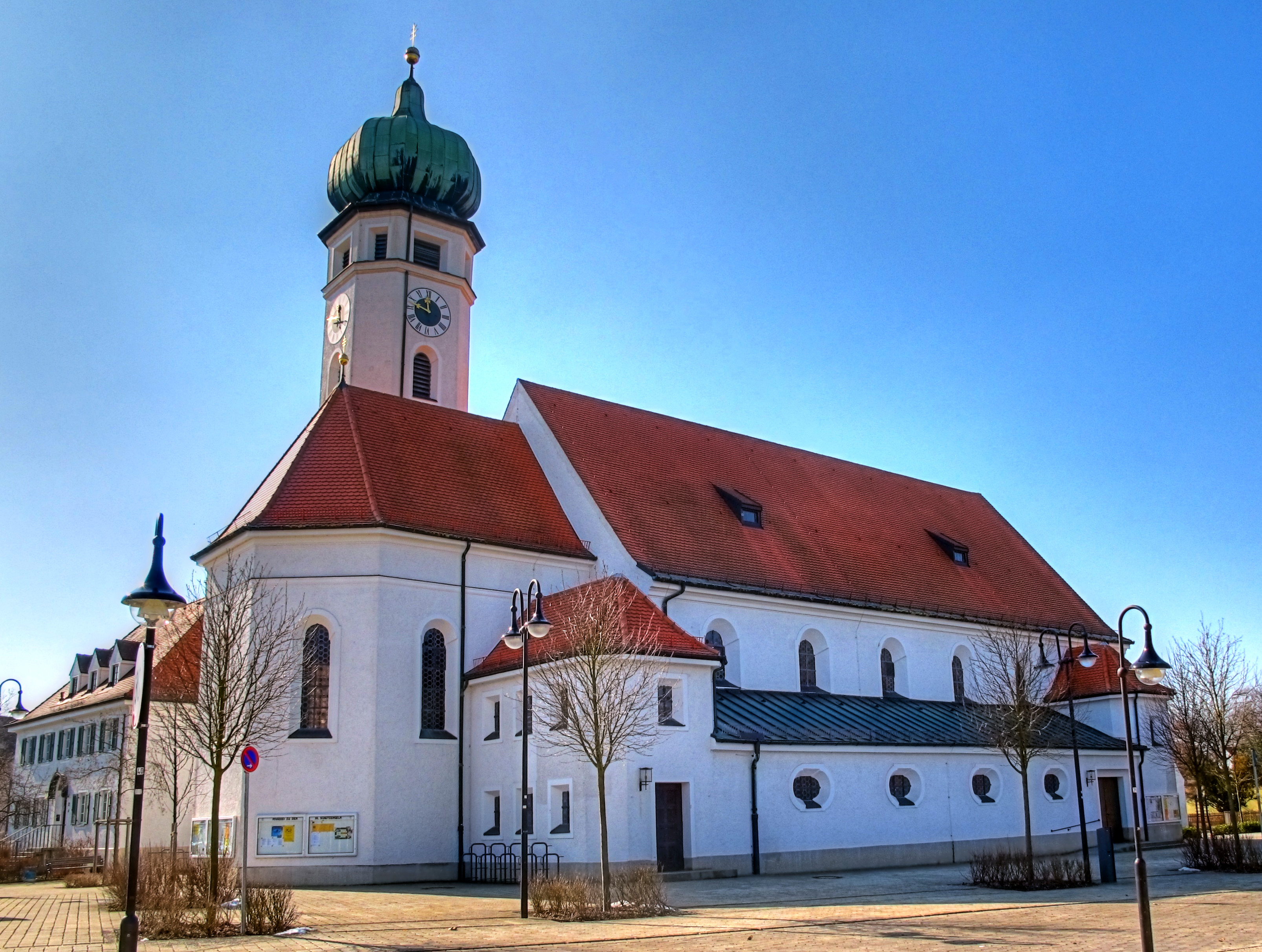
Schutzengelkirche in Eichenau

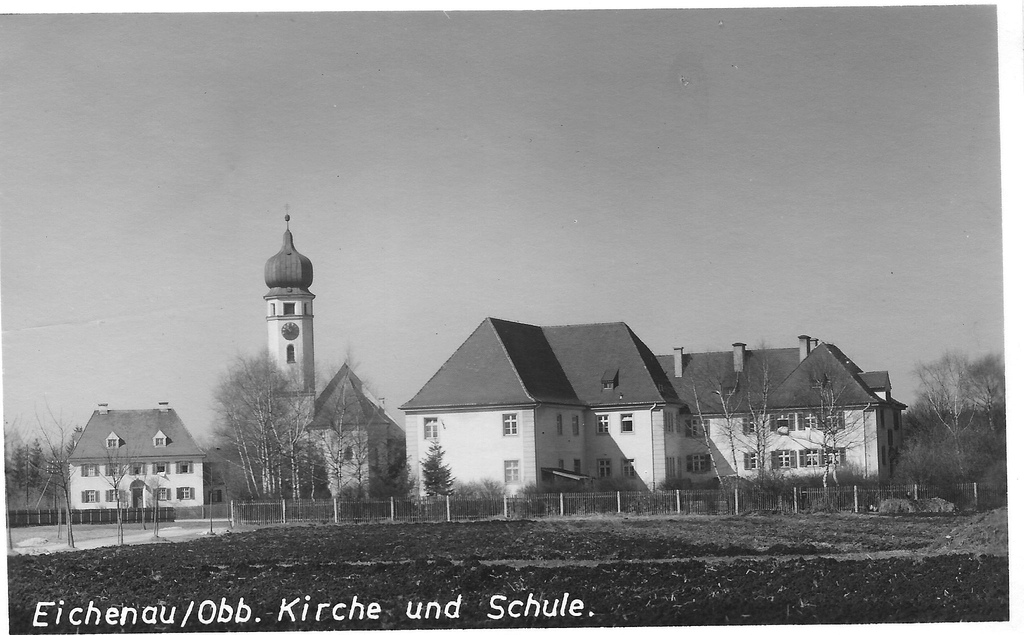
Pfarrhaus, Kirche und Schule (v.l.) in Eichenau um 1930

Die Kirche Zu den Hl. Schutzengeln ist die katholische Pfarrkirche in Eichenau im oberbayrischen Landkreis Fürstenfeldbruck.

## Geschichte
Die heutige Gemeinde Eichenau war ursprünglich ein Ortsteil der Gemeinde Alling. Zu Beginn des 20. Jahrhunderts erlebte Eichenau einen enormen Aufschwung. Es kam zu Spannungen zwischen den Bewohnern der beiden Siedlungen, die sich vor allem in den 1920er Jahren immer mehr zuspitzten. Selbstständig wurde die Gemeinde aber erst am 1. April 1957.
Ab dem 20. Mai 1920 wurde die Kapelle St. Georg in Roggenstein wieder für Gottesdienste genutzt. Noch am selben Tag konstituierte sich spontan ein Kirchenbauverein, der am 20. Dezember offiziell ins Vereinsregister eingetragen wurde. 1922 wurde eine Kirchenstiftung errichtet, die noch im selben Jahr von der Baugenossenschaft Eichenau die nötigen Grundstücke geschenkt bekam.
Ursprünglich war als Kirchenpatron der Erzengel Michael vorgesehen, erst später wurden die Umbenennung in eine Schutzengelkirche beschlossen.
Am 27. Mai 1925 beschloss die Kirchenverwaltung formell, Kirche und Pfarrhaus nach den Plänen des Münchner Architekten Franz Xaver Huf bauen zu lassen.
Der erste Spatenstich für das Eichenauer Pfarrhaus erfolgte Ende August 1925, gleichzeitig wurde mit den Fundamentarbeiten an der Kirche begonnen. Am Ostermontag des darauf folgenden Jahres wurde offiziell der Grundstein für die Kirche gelegt, allerdings waren die Maurerarbeiten zu diesem Zeitpunkt schon weit fortgeschritten. Am 31. Mai konnte bereits das Pfarrhaus bezogen werden.
Die Kirchenweihe nahm Kardinal Michael von Faulhaber an Allerheiligen 1926 vor. Der Kirchturm wurde allerdings erst einige Wochen später fertiggestellt. An Weihnachten 1926 konnten die drei vom Bochumer Verein gelieferten Gussstahl-Glocken die Gläubigen erstmals zur Mette rufen.
Die Kirche gehörte offiziell jedoch weiterhin zur Pfarrei Alling; erst am 9. Juni 1946 (Pfingsten) wurde Eichenau von Kardinal Faulhaber zur eigenständigen Pfarrei erhoben. Heute bilden die Eichenauer Schutzengelgemeinde sowie die Allinger Pfarrei Mariä Geburt den Pfarrverband Eichenau-Alling.

## Beschreibung

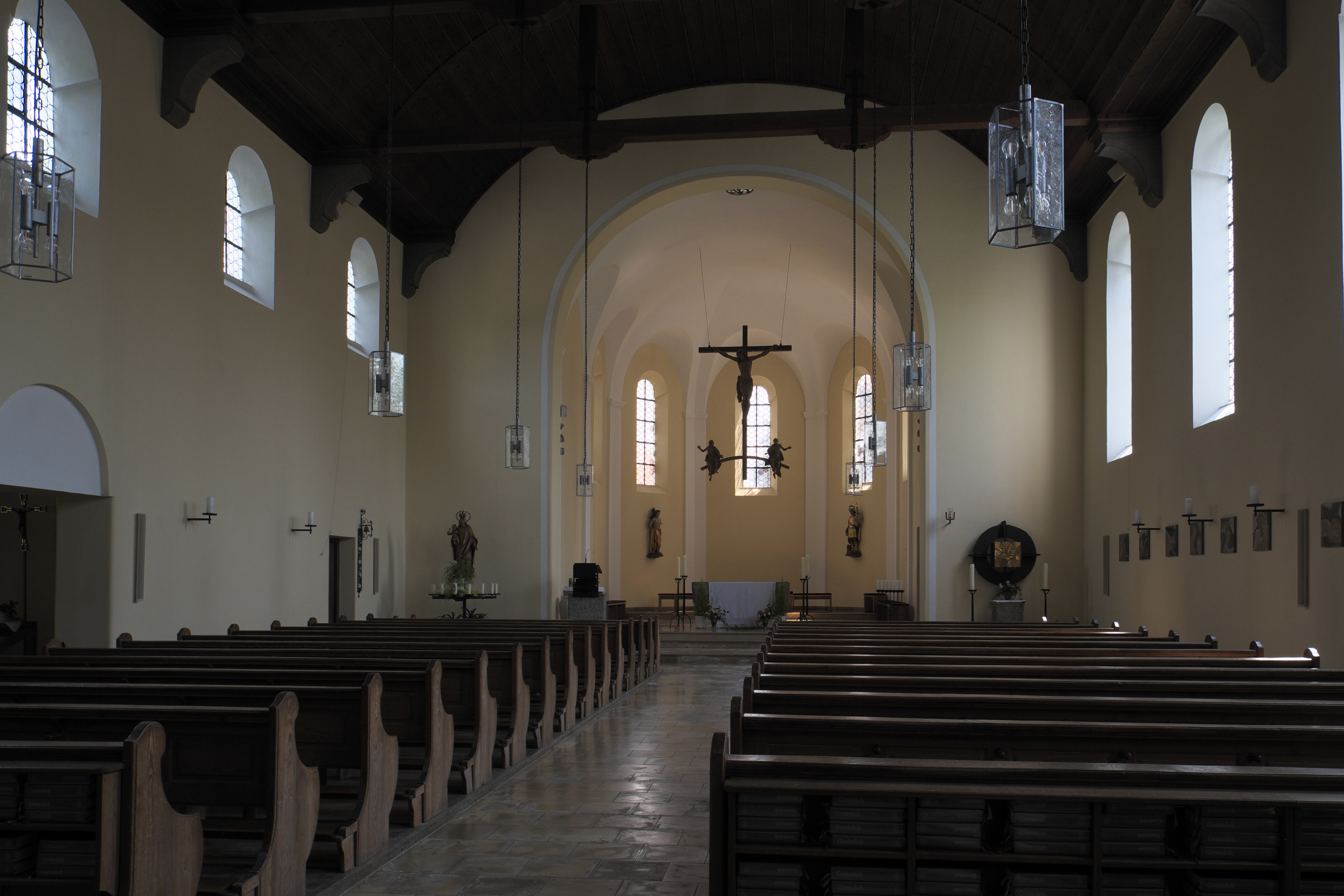
Innenansicht

Die Eichenauer Pfarrkirche wurde im neobarocken Stil erbaut. Das sechsjochige Langhaus wird von einem hölzernen Tonnengewölbe überspannt. Nördlich an das Hauptschiff schließt sich eine einstöckige Seitenkapelle an, nördlich des Chors eine zweistöckige Sakristei. An der südöstlichen Ecke des Kirchenschiffs befindet sich ein einzelner Turm (Chorflankenturm) mit Zwiebelhaube, an den sich südlich direkt das Pfarrhaus anschließt.
Das Langhaus ist etwa 35 Meter lang und 12,65 Meter breit bei einer Gewölbehöhe von 10,8 Metern. Der Chorraum misst 8,50 × 7,20 Meter bei einer Höhe von 9,20 Metern. Die Seitenkapelle hat eine Grundfläche von 9 × 3,10 Meter.

## Ausstattung
Von Anfang an besaß die Kirche nicht nur einen Hochaltar, sondern auch einen Marienaltar sowie einen Herz-Jesu-Altar, die links und rechts des Chorbogens aufgestellt waren. Bereits 1928 wurden die beiden Seitenaltäre durch bedeutend größere ersetzt, die ein Geschenk der Gemeinde in Viechtach waren. Da der Hochaltar nun von den Proportionen her nicht mehr zu den Seitenaltären passte, wurde 1938 ein alter Altar der Gemeinde Prackenbach erworben und nach einer Renovierung zu Weihnachten enthüllt. Bei Dorothea Brockmann wurde ein neues Altarbild in Auftrag gegeben und am 19. November 1939 enthüllt. Passend zum Kirchenpatrozinium wurde außerdem über dem Chorbogen eine Inschrift angebracht:

„Seinen Engeln hat Gott befohlen, dich zu behüten auf allen deinen Wegen. Psalm 90“

Nach dem Zweiten Vatikanischen Konzil wurde die Kirche grundlegend umgestaltet. Die drei Altäre wurden entfernt und durch einen schlichten steinernen Volksaltar ersetzt. Dabei wurde auch das bisher vom Hochaltar teilweise verdeckte mittlere Chorfenster nach unten verlängert und an die anderen Chorfenster angepasst. Über dem Altar wurde ein freischwebendes Bronzekreuz nach einem Entwurf von Josef Baumgartner aufgehängt. Anstelle der Kanzel erhielt die Kirche einen Ambo. Die Altarweihe und die Wiedereröffnung der Kirche nahm am 3. November 1967 Weihbischof Johannes Neuhäusler vor.
1975 wurde an den Innenwänden des Langhauses ein Kreuzweg angebracht, der von dem Eichenauer Künstler Michael M. Lutz gestaltet worden war. Als Besonderheit verfügt er zusätzlich zu den üblichen 14 Stationen eine zusätzliche, die die Auferstehung Jesu Christi zeigt.
Zum 50-jährigen Kirchenjubiläum erhielt die Kirche einen schmiedeeisernen Tabernakel von Manfred Bergmeister.
Über dem Volksaltar wurde anstelle des Bronzekreuzes ein aus dem Jahr 1936 stammendes Missionskreuz aufgehängt, das bei der Renovierung 1980 durch zwei schwebende Engel ergänzt wurde. Gleichzeitig wurden in der Apsis die vom ursprünglichen Hochaltar stammenden Figuren der Heiligen Florian und Sebastian angebracht sowie eine Figur der Patrona Bavariae aus dem Umfeld des Bildhauers Johann Baptist Straub aufgestellt. Außerdem wurde die alte Orgel durch eine neue ersetzt (siehe unten).
1999/2000 wurde die Seitenkapelle umgestaltet. Im Jahre 2000 wurden schließlich die drei stählernen Glocken (dis1 - fis1 - gis1) von 1926 durch vier neue aus Bronze ersetzt, die von der bekannten Glockengießerei Rudolf Perner in Passau gegossen wurde. Die Schlagtonfolge lautet: dis1 - fis1 - gis1 - h1.

## Orgel

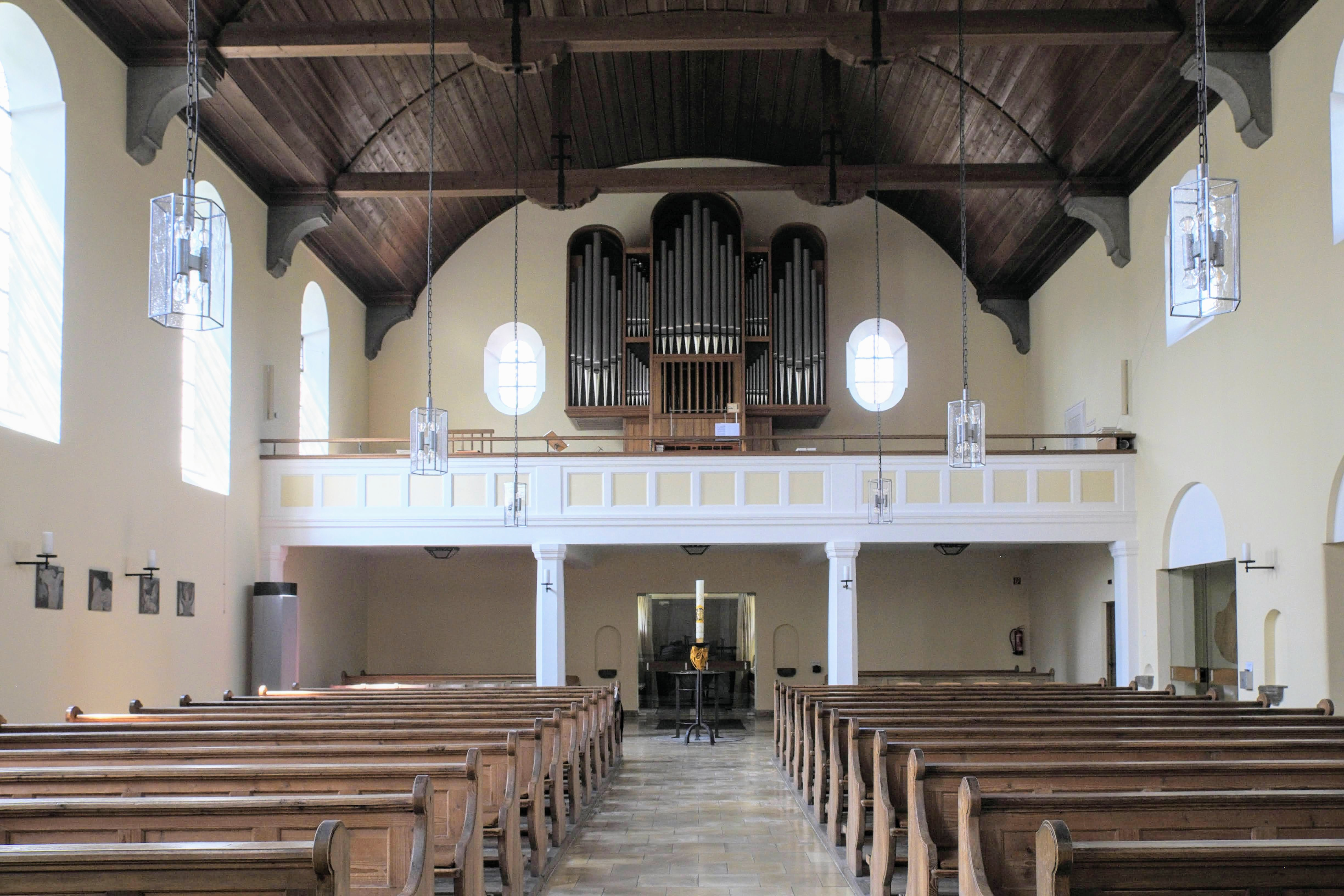
Empore mit Orgel

Die heute in der Kirche befindliche Schleifladenorgel wurde 1980 vom Münchner Orgelbauer Wilhelm Stöberl erbaut und 1992 sowie 2001, 2005 und 2012 durch Christoph Kaps umgebaut und erweitert. Sie besitzt 23 Register auf zwei Manualen und einem Koppelmanual und Pedal. Der Prospekt stammt von dem Eichenauer Architekten Hans Arnold.

## Sonstiges
Sowohl die Kirche als auch das Pfarrhaus sind als Baudenkmäler in die Denkmalliste des Bayerischen Landesamtes für Denkmalpflege eingetragen.
Westlich und südwestlich der Kirche wurde 1971 ein Pfarrheim errichtet, das bis 2005 umfassend erneuert und erweitert wurde. Ebenfalls in der Nähe der Kirche befindet sich der katholische Kindergarten St. Elisabeth.